# Edwin Borchard
Edwin Montefiore Borchard, född 17 oktober 1884 och död 22 juli 1951, var en amerikansk jurist.
Borchard blev 1911 bibliotekarie vid Library of Congress i Washington, D.C.. Från 1917 var han professor vid Yale university i New Haven. Borchard har särskilt ägnat sin forskning åt mellanfolkliga rättsförhållanden och bland annat skrivit The diplomatic protection fo citizens abroad (1915) och The commercial laws of England, Scotland, Germany and France (1915).